# Pierre Procureur
Pierre Procureur, pédagogue et grammairien, est né à Ath, (Pays-Bas catholiques) vers 1530 et mort à Mons en mai 1603.

## Biographie
Après avoir terminé ses humanités au collège de sa ville natale, il suivit les cours de la faculté des arts à l'université de Louvain, où il obtint la vingt-sixième place à la promotion du 26 mars 1552. Procureur se consacra
ensuite à l'enseignement, et s'acquit une réelle réputation dans cette carrière. Jean Duquesne ayant institué, en 1570, un collège dans la ville de Binche, la direction lui en fut confiée en 1575. Le 19 septembre 1579, le conseil de
ville de Mons le nomma régent du collège de Houdain, fondé en 1545. À sa demande, le conseil de ville déchargea, le 25 septembre 1584, Pierre Procureur de ses fonctions de régent, et l'autorisa à continuer à habiter le collège comme «tablier», pour enseigner la jeunesse et en considération de « l'affection que ledit maistre a porté pour dresser la jeunesse ». Nous ne connaissons d'autres œuvres de Pierre Procureur que la grammaire latine, en vers, qui fut publiée en trois parties. Cette grammaire resta classique au collège de Houdain, bien après la mort de son auteur, comme l'attestent les diverses éditions qui en furent publiées.

## Œuvres
- Brevis Epitome totius grammaticæ latinæ, ex variorum grammaticorum et probatorum scriptorum libris, interpretationibusque, unde sensus à pueris facilè elici possit, illustrata, Douai, 1591
- Grammaticæ latinæ, liber secundus. In quo Syntaxis seu apta vocum consecutio traditur, Douai,  1591 ; autre édition, Anvers,1598
- Grammaticæ latinæ, Liber tertius. In quo de Prosodia & arte Metrica agitur, Douai, 1591
 Écrite en vers, la grammaire latine de Procureur sut, pendant près de deux siècles, conserver son monopole de manuel classique, non seulement au collège de Houdain, mais encore au collège de Binche où, en 1631, les jurés prescrivaient l'enseignement des œuvres de ce maître, à l'école latine de Braine-le-Comte et peut-être dans d'autres établissements. Si l'aspect rébarbatif de son traité pouvait rebuter au début, au moins les règles grammaticales, formulées dans des distiques plutôt barbares, se gravaient dans la mémoire des étudiants et les initiaient au génie de la langue latine.